# Álvaro de Miranda Neto
Álvaro Affonso de Miranda Neto (São Paulo, 5 de fevereiro de 1973), também conhecido como Doda, é um  cavaleiro profissional brasileiro.
Defendeu o Brasil na Atlanta 1996, na Sydney 2000, na Atenas 2004 e na Pequim 2008, conquistando duas medalhas de bronze nos Jogos Olímpicos de 1996 e 2000., em provas de hipismo, na modalidade de "saltos", ele também participou dos Jogos Pan-americanos de 2003.

## Família
Doda é filho do empresário Ricardo Miranda com sua primeira mulher, Elizabeth "Beth" Pires de Castro Miranda.
Cresceu no Brasil junto com seus irmãos Anna Luiza e Paulo Fernando, do primeiro casamento de seu pai, além de Beatriz e Ricardo, frutos do segundo casamento de seu pai. 
É formado em administração pelas Faculdades Integradas Rio Branco e também estudou por um ano na Universidade de Bruxelas, mas abandonou os estudos para se dedicar totalmente ao esporte. Ele disse, em fevereiro de 2003, que a sua mãe estava decepcionada com essa decisão no início, mas agora ela não se arrepende porque ele foi fazer o que ama. Na época, seus patrocinadores (incluindo Visa e Audi), pagaram por seus cavalos.

## Carreira
Começou a cavalgar com aulas na hípica de Santo Amaro em 1982, e na década seguinte começou a treinar no hipismo na escola de Nelson Pessoa, na Bélgica. Seu aperfeiçoamento foi junto do filho de Nelson, Rodrigo Pessoa, de quem se tornou grande amigo e com quem dividiu conquistas como as duas medalhas de bronze nas Olimpíadas de Atlanta e de Sydney, e de ouro nos Jogos Pan-Americanos de 1999 em Winnipeg, no Canadá. Porém durante os Jogos Olímpicos de Verão de 2016, onde Rodrigo não competiu por recusar-se a ser reserva e a equipe brasileira de Doda ficou apenas em quinto, ambos lançaram insultos um contra o outro e cortaram relações. Doda chegou a tentar reatar em 2020, mas Rodrigo não respondeu, e chegou a se desligar da equipe que disputaria os Jogos Pan-Americanos de 2023 simplesmente para não conviver com Doda.

## Relacionamentos
Cibele Dorsa
Doda tinha um relacionamento, mas nunca se casou, com a modelo e atriz Cibele Dorsa, com quem teve uma filha, Viviane.  Cibele havia se separado do empresário Fernando Oliva, com quem também teve um filho, Fernando. Em 7 de junho de 2008, Cibele sofreu um grave acidente de carro que matou o motorista que era seu amigo e que lhe causou graves ferimentos.  Ela passou um mês no hospital, ficando imobilizada por mais dois meses. Depois desse acidente, ela escreveu seu segundo livro, 5:00 da Manhã sobre essa experiência trágica. O título é uma referência à hora em que ocorreu o acidente.
Em 2010, ela começou um relacionamento com o apresentador do canal de TV
E! Brasil Gilberto Scarpa. Eles planejavam se casar em abril de 2011, mas Scarpa cometeu suicídio pulando da janela de seu apartamento em 30 de janeiro de 2011. Segundo seu relato, naquela noite Scarpa estava com forte depressão devido ao frequente uso de drogas.
Bastante deprimida, Cibele cometeu suicídio menos de dois meses depois, pulando da mesma janela. Ela enviou sua carta de despedida a uma revista brasileira, pedindo perdão aos seus filhos que, na época, estavam vivendo com Doda e Athina na Europa, e dizendo não acreditar no próprio suicídio, pois ela já sentia que estava morta.
Após o suicídio, Doda conseguiu uma liminar na justiça determinando que a revista Caras fosse proibida de publicar trechos da carta de despedida dela, na qual expressava grande mágoa em relação ao cavaleiro. A revista foi publicada com tarjas pretas, lembrando o tempo da ditadura militar e seus métodos de censura. Porém, a revista foi autorizada a publicar o conteúdo na semana seguinte, por determinação da justiça, no dia 5 de abril de 2011.
Athina Onassis
Em 3 de dezembro de 2005, Doda casou-se com Athina Onassis, a única neta do magnata grego Aristóteles Onassis. O pai, Thierry Roussel, e a madrasta de Athina, Marianne "Gaby" Landhage, uma modelo sueca, não compareceram à cerimônia, que teve a presença de sua meia-irmã, Sandrine Roussel.
Mais de mil garrafas de champagne da marca Veuve Clicquot foram compradas, e ritmos de samba eletrônico foram escolhidos pelos noivos, que dançaram até o amanhecer. O casal teve aproximadamente dez testemunhas, dos quais muitos eram equitadores brasileiros. Athina e Doda decidiram não publicar as fotos do casamento (conforme eles estavam planejando fazer), porque um programa de televisão comentou sobre a trágica morte de sua mãe antes do casamento. O casal alegadamente não pediu presentes, mas pediu para que o dinheiro deles fosse doado para instituições de caridade.
Athina mudou seu nome para Athina Onassis de Miranda em 2006 e, de acordo com algumas fontes, tem um patrimônio estimado em 2,8 bilhões de dólares. Esse número é bastante controverso pois a mídia costuma confundir a fortuna de Athina com os ativos da Fundação Onassis, gerenciada por um grupo de investidores.
Durante algum tempo os dois viveram em São Paulo, mas resolveram retornar à Bélgica. Com o casamento, Athina oficialmente passou a ter uma enteada, a filha de Doda, Viviane.
Em maio de 2016, foi anunciado o fim do casamento causado pela infidelidade do cavaleiro. Divorciaram-se em 10 de novembro de 2017.
Denize Severo
Em 22 de setembro de 2018, Doda contraiu matrimónio com Denize Severo. O casal tem dois filhos: Dodinha e Giulia Severo de Miranda. Kaká é o padrinho de Dodinha.

## Cavalos
Com Athina, Doda é dono de uma empresa de cavalos de saltos, que cria e treina cavalos no Haras de Ligny, em conjunto com Nelson e Rodrigo Pessoa, pai e filho, em Fleurus, na Bélgica. Em dezembro de 2009, no Masters Gucci, Miranda confirmou que a empresa irá se mudar para a nova propriedade dele e de sua esposa, Athina, na Holanda no início de 2010.
Lista de cavalos
- AD Picolien Zeldenrust (b.1997, holandês)
- AD Chatwin (n.1993, castrado, Holsteiner, aposentado depois de ferido na perna em julho de 2008)
- AD Ornella (n.1999, vendido em dezembro de 2009 para Hernan Crespo via Jan Tops)
- AD Norson (n.2001, chestnut garanhão)
- AD Como II (n.1997, castrado, Holsteiner)
- AD Peanuts (n.1994, égua)
- AD Untouchable (n.2001, garanhão cinza)
- AD Ashleigh Drossel Dan (n.1998 castrado, Hanoveriano) australiano.